# Brachiaria munae
Brachiaria munae là một loài thực vật có hoa trong họ Hòa thảo. Loài này được Basappa mô tả khoa học đầu tiên năm 1984.